# Liepana lugubris
Liepana lugubris är en tvåvingeart som först beskrevs av Macquart 1847.  Liepana lugubris ingår i släktet Liepana och familjen borrflugor.
Artens utbredningsområde är Tasmanien. Inga underarter finns listade i Catalogue of Life.